# ワンス・アポン・ア・タイム・イン・アメリカ
『ワンス・アポン・ア・タイム・イン・アメリカ』（原題：Once Upon a Time in America）は、1984年製作のアメリカ・イタリア合作のギャング映画。セルジオ・レオーネ監督・脚本作品。本作と同じくレオーネの監督作品である『ウエスタン』と『夕陽のギャングたち』を併せて前期の「ドル箱三部作」と対比して「ワンス・アポン・ア・タイム三部作」と呼ばれることもある。禁酒法時代にニューヨークのユダヤ人街ゲットーで育った二人のギャングの生涯を描いた、レオーネの遺作にして代表作。
1984年度のカンヌ国際映画祭では15分間のスタンディングオベーションを受け大絶賛されたが、後に劇場で公開されたものは製作会社側の不手際（下部詳述）により酷評された。しかし、後に公開された完全版は一転して賞賛を浴びた。エンニオ・モリコーネの楽曲も英国アカデミー賞の作曲賞を受賞するなど、旧友であるレオーネの遺作の高評価に一役買った。
有楽町マリオン内にオープンした日本劇場（現：TOHOシネマズ日劇スクリーン1）のこけら落とし上映作品でもある。

## 概要
ハリー・グレイ (著作家)の自伝的小説に感銘を受けたセルジオ・レオーネが、小説を原作に自ら脚本を執筆した作品である。『続・夕陽のガンマン』を撮り終えた頃から脚本を書き始めていた。しかし、彼に従来のマカロニ・ウェスタンを監督させようとする映画会社の思惑や、小説の映画化権獲得に手間取ったこともあって、製作は遅々として進まず、脚本の草案を脱稿したのが1981年、実際に映画が公開されたのが1984年と、完成までに10年以上もかかった。
カンヌ国際映画祭で先行上映され、そこで高い評価を得るが、アメリカ公開時には批評家たちから酷評された。原因は、一般観衆に受け入れられやすくするため、ラッドが物語の時系列を整理し、上映時間を90分に短縮、更にモリコーネの楽曲までカットしたためである（ただし、日本やヨーロッパの一部の国ではオリジナル版がそのまま公開され、高い評価を得る）。作品に関わった人々は、口々に「製作会社がフィルムを切り刻んだ」と嘆いた。これにはレオーネも深く落胆するが、自身の編集によって3時間49分の完全版を作り上げ、再びアメリカで公開する。すると、それまでの不評が打って変わってギャング映画の傑作として捉えられ、レオーネの評価を更に高める結果となった。映画監督のクエンティン・タランティーノなど、本作品のファンであることを公言する著名人は多い。
本作品の完成後、レニングラード包囲戦をテーマとした次回作に取りかかろうとした矢先、レオーネは過労による心臓発作で逝去、結果的にこの映画がレオーネの遺作となった。
229分版にさらに40分のシーンを追加した「レストア版」が2012年のカンヌ国際映画祭で公開された。
2014年のニューヨーク国際映画祭ではさらに22分のシーンを追加した「エクステンデッド版」が公開された。

## ストーリー
1920年代のニューヨーク。ユダヤ系移民の子、ヌードルスはある日、仲間たちと酔っ払いから財布を抜き取ろうとするが、一人の少年にそれを阻まれる。その少年はブロンクスからやってきたマックスといった。ヌードルスとマックスは最初こそいがみ合うものの、やがては友情で結ばれていく。ヌードルスは仲間を殺された腹いせで殺人を犯し、刑務所へ…。出所したヌードルスを待っていたのは勢力を広げたマックス達だった。禁酒法を利用して次々と犯罪行為に身を染めていく青年たちは、束の間の栄光を味わう。しかし、彼らの挫折は思わぬところで待ち受けていた。それは禁酒法の終焉であった。そして、マックスは壮大な計画をヌードルスに打ち明ける…。
やがて時が流れ、老け込んだヌードルスは、再びニューヨークに戻ってくる。彼の元に一通の手紙が届いたのだ。かつての面影をわずかに残すほどしかなかった老人を、再び呼び戻した人物とは、一体誰なのか。

## キャスト
| 役名                        | 俳優                     | 日本語吹替                                                                     | 日本語吹替          | 日本語吹替           |
| 役名                        | 俳優                     | テレビ朝日版                                                                   | VHS版               | DVD・BD版            |
| --------------------------- | ------------------------ | ------------------------------------------------------------------------------ | ------------------- | -------------------- |
| ヌードルス                  | ロバート・デ・ニーロ     | 津嘉山正種                                                                     | 麦人                | 隆大介               |
| マックス / ベイリー商務長官 | ジェームズ・ウッズ       | 野沢那智                                                                       | 千田光男            | 咲野俊介             |
| デボラ                      | エリザベス・マクガヴァン | 土井美加                                                                       | さとうあい          | 林真理花             |
| ジミー                      | トリート・ウィリアムズ   | 小川真司                                                                       | 山寺宏一            | 楠大典               |
| キャロル                    | チューズデイ・ウェルド   | 沢田敏子                                                                       | 達依久子            | 入江純               |
| ジョー                      | バート・ヤング           | 中庸助                                                                         | 飯塚昭三            | 松井範雄             |
| フランキー                  | ジョー・ペシ             | 富田耕生                                                                       | 仲木隆司            | 秋元羊介             |
| アイエロ                    | ダニー・アイエロ         |                                                                                | 郷里大輔            | 稲葉実               |
| コックアイ                  | ウィリアム・フォーサイス | 麦人                                                                           | 堀之紀              | 奥田啓人             |
| パッツィ                    | ジェームズ・ヘイデン     | 安原義人                                                                       | 星野充昭            | 木村雅史             |
| イヴ                        | ダーラン・フリューゲル   | 高島雅羅                                                                       | 紗ゆり              | 安岡有美子           |
| ファット・モー              | ラリー・ラップ           | 阪脩                                                                           | 亀井三郎            | 岩崎ひろし           |
| チキン・ジョー              | リチャード・ブライト     | 大塚周夫                                                                       | 中田和宏            | 中田雅之             |
| クローニング                | ジェラルド・マーフィ     | 大木民夫                                                                       | 笹岡繁蔵            | 斎藤志郎             |
| ペギー                      | エイミー・ライダー       | 火野カチコ                                                                     | 秋元千賀子          | 片桐真衣             |
| ヌードルス（少年時代）      | スコット・ティラー       | 松田辰也                                                                       | 真殿光昭            | 坪井智浩             |
| マックス（少年時代）        | ラスティ・ジェイコブズ   | 塩沢兼人                                                                       | 山寺宏一            | 谷山紀章             |
| パッツィ（少年時代）        | ブライアン・ブルーム     | 田中真弓                                                                       | 坂本千夏            | 西宏子               |
| コックアイ（少年時代）      | エイドリアン・カラン     | 鳥海勝美                                                                       | 石田彰              | 藤田大助             |
| ファット・モー（少年時代）  | マイク・モネッティ       | 桜井敏治                                                                       | 秋元千賀子          | 京井幸               |
| バグジー                    | ジェームズ・ルッソ       | 谷口節                                                                         | 星野充昭            | 姫野惠二             |
| アル                        | クレム・カサータ         |                                                                                |                     | 山下啓介             |
| フレッド                    | フランク・シストー       |                                                                                |                     | 斎藤志郎             |
| ペギー（少女時代）          | ジュリー・コーエン       | 小宮和枝                                                                       | 紗ゆり              |                      |
| ホワイティー                | リチャード・フォロンジー | 池田勝                                                                         | 高宮俊介            | 松尾まつお           |
| デボラ（少女時代）          | ジェニファー・コネリー   | 岡本麻弥                                                                       | 折笠愛              | 神田朱未             |
| ナレーション                | N/A                      | 矢島正明                                                                       |                     |                      |
| その他                      |                          | 渡部猛 安田隆 北村弘一 山野史人 さとうあい 藤本譲 有本欽隆 村越伊知郎 村松康雄 | 田原アルノ 沢木郁也 | 朝倉栄介             |
|                             |                          |                                                                                |                     |                      |
| 演出                        |                          | 蕨南勝之                                                                       | 左近允洋            | 加藤敏               |
| 翻訳                        |                          | たかしまちせこ                                                                 | 鈴木導              | 久保喜昭             |
| 調整                        |                          | 遠西勝三                                                                       | 高橋久義            | オムニバス・ジャパン |
| 効果                        |                          | 南部満治 大橋勝次 佐藤良介                                                     | VOX                 |                      |
| 選曲                        |                          | 河合直                                                                         |                     |                      |
| 担当                        |                          | 吉富孝明                                                                       |                     |                      |
| プロデューサー              |                          | 猪谷敬二                                                                       |                     |                      |
| 制作                        |                          | ニュージャパンフィルム                                                         | グロービジョン      | 東北新社             |
| 初回放送                    |                          | 1988年10月23日・30日 正味約177分 『日曜洋画劇場』                              |                     |                      |

エクステンデッド版Blu-rayにはDVD・BD版に同キャストで追加録音したものを収録。

## 日本におけるキャッチ・コピー
- 84年秋=今世紀最大のモニュメントが刻まれる。

## 舞台
宝塚歌劇団雪組により、2020年1 - 3月に宝塚大劇場・東京宝塚劇場において上演。脚本・演出担当は小池修一郎。主演は望海風斗、真彩希帆。
小池が演出を務めた、『ヴァレンチノ』、『カステル・ミラージュ』、『アデュー・マルセイユ』などの作品は、この映画の影響が大きい。

### キャスト（舞台）
公演サイトより参照
| 役名                             | 本公演       | 新人公演     |
| -------------------------------- | ------------ | ------------ |
| ヌードルス                       | 望海風斗     | 諏訪さき     |
| デボラ                           | 真彩希帆     | 潤花         |
| マックス                         | 彩風咲奈     | 縣千         |
| ジミー                           | 彩凪翔       | 彩海せら     |
| キャロル                         | 朝美絢       | 彩みちる     |
| シュタイン                       | 舞咲りん     |              |
| ファット・モー（壮年期）         | 奏乃はると   | 望月篤乃     |
| ファット・モー（少年期・青年期） | 橘幸         | 望月篤乃     |
| 院長                             | 早花まこ     | 野々花ひまり |
| アン                             | 千風カレン   | 野々花ひまり |
| 司会者                           | 千風カレン   | 涼花美雨     |
| ハバナの女S                      | 沙月愛奈     | 天咲礼愛     |
| コックアイ                       | 真那春人     | 眞ノ宮るい   |
| Angel                            | 笙乃茅桜     | 千早真央     |
| 宝石店店主                       | 久城あす     | ゆめ真音     |
| サム                             | 煌羽レオ     | 日和春磨     |
| ジュリー                         | 杏野このみ   | 羽織夕夏     |
| ペギー                           | 愛すみれ     | 美華もなみ   |
| フランキー                       | 桜路薫       | 壮海はるま   |
| アシモフ                         | 天月翼       | 蒼波黎也     |
| チャン・ラオ                     | 天月翼       | 琥白れいら   |
| 執事                             | 透真かずき   | 稀羽りんと   |
| 社長                             | 透真かずき   | 朝澄希       |
| シュワルツ                       | 真地佑果     | 朝澄希       |
| 専務                             | 真地佑果     | 琥白れいら   |
| アイエロ警部                     | 真地佑果     | 汐聖風美     |
| ジョー                           | 叶ゆうり     | 麻斗海伶     |
| ミッキー                         | 叶ゆうり     | 蒼波黎也     |
| ニック                           | 綾凰華       | 星加梨杏     |
| ベティ                           | 星南のぞみ   | 有栖妃華     |
| バグジー                         | 諏訪さき     | 稀羽りんと   |
| ダニー                           | 諏訪さき     | 麻斗海伶     |
| タチアナ                         | 野々花ひまり | 琴羽りり     |
| エヴァ                           | 彩みちる     | 希良々うみ   |
| ナタリー                         | 希良々うみ   |              |
| ドリス                           | 羽織夕夏     |              |
| トニー                           | 眞ノ宮るい   | 聖海由侑     |
| パッツィー                       | 縣千         | 一禾あお     |
| エミリー                         | 潤花         | 花束ゆめ     |
| ドミニク                         | 彩海せら     | 愛羽あやね   |
| バーバラ                         | 花束ゆめ     |              |

### スタッフ（舞台）
- 原作 - ハリー・グレイ (著作家)（英語版）
- 脚本・演出 - 小池修一郎
- 作曲・編曲 - 太田健、青木朝子
- 音楽指揮 - 西野淳
- 振付 - 御織ゆみ乃、若央りさ、桜木涼介、KAORIalive
- 擬闘 - 栗原直樹
- 装置 - 大橋泰弘
- 衣装 - 有村淳
- 照明 - 笠原俊幸
- 音響 - 大坪正仁
- 小道具 - 増田恭兵
- 映像 - 奥秀太郎
- 歌唱指導 - やまぐちあきこ、堂ノ脇恭子
- 演出補 - 田渕大輔
- 演出助手 - 竹田悠一郎、平松結有
- 装置補 - 稲生英介
- 舞台進行 - 政村雄祐（第一幕）、安達祥恵（第二幕）
- 舞台美術製作 - 株式会社宝塚舞台
- 演奏 - 宝塚歌劇オーケストラ
- 制作 - 谷口真也
- 制作補 - 白水亭
- 制作・著作 - 宝塚歌劇団
- 主催 - 阪急電鉄株式会社

#### 東京での変更点
- 演出助手 - 竹田悠一郎
- 舞台進行 - 安達祥恵
- 演奏コーディネート - ダット・ミュージック

### 日程
- 宝塚大劇場 - 2020年1月1日（月） - 2月3日（月）
- 東京宝塚劇場 - 2020年2月21日（金） - 3月22日（日）
  - 但し、2月29日（土） - 3月8日（日）、3月12日（木） - 3月21日（土）は新型コロナウイルス感染拡大防止の為、上演中止[9]